# East Kirkby
East Kirkby är en ort och civil parish i Storbritannien.   Den ligger i grevskapet Lincolnshire och riksdelen England, i den sydöstra delen av landet, 180 km norr om huvudstaden London. East Kirkby ligger 19 meter över havet och antalet invånare är 298.
Terrängen runt East Kirkby är platt, och sluttar söderut. Runt East Kirkby är det ganska tätbefolkat, med 120 invånare per kvadratkilometer. Närmaste större samhälle är Boston, 18,3 km söder om East Kirkby. Trakten runt East Kirkby består till största delen av jordbruksmark.